# Latsia
Latsia (Λατσιά in greco) è un comune di Cipro nel distretto di Nicosia di 16.774 abitanti (dati 2011).
È situato nelle immediate vicinanze della capitale, ed è la sede del Stadio Neo GSP, il più grande impianto sportivo di Cipro, del Nicosia general hospital e del campus dell'Università di Nicosia